# Mezoameriški koledarji
Predkolumbovska mezoameriška ljudstva so imela več različnih koledarjev, ki so kazali Lunine cikle, leta in nepretrgano štetje dnevov s 365 in 360 dnevi. Vse mezoameriške civilizacije so imele 260-dnevni obredni koledar, ki se je pri Majih imenoval tzolk'in. V mnogih mezoameriških civilizacijah so imenovali ljudi po dnevu v katerem so bili rojeni v tistem ciklu (včasih poleg drugega imena). 260-dnevni cikel je tekel sočasno z nejasnim 365-dnevnim Sončevim letom. Koledarja sta izmenjevala dneve, tako da je v 52-letni dobi vsak dan imel svoje edino ime. Obredi koledarskega kroga so se vršili na koncu vsake 52-letne dobe, kjer so pogasili vsa ognja, staro lončenino polomili in imeli novo slovestnost ognja, ki je simbolizirala svež začetek.
Koledarski krog 52-letnega cikla je bil daleč najpomembnejši za večino mezoameriških ljudstev, z navidezno izjemo majevske elite vse do konca klasičnega obdobja, ko je bi enako pomemben koledar dolgega štetja. Zapisovali so tudi druge koledarske cikle, kot je Lunin koledar, ter tudi cikle drugih astronomskih teles, še posebej Venere.
Po španski osvojitvi v 16. stoletju so semkaj uvedli julijanski koledar. Čeprav se sedaj v splošnem uporablja gregorijanski koledar nekatere skupnosti domorodnega prebivalstva še vedno uporablja starodavno štetje dnevov.